# Saulspoort
Saulspoort (También conocido como Moruleng) es un pueblo ubicado a los pies del norte de Pilanesberg, aproximadamente 65 km al norte de Rustenburg en Sudáfrica. Debe su nombre a un antiguo jefe Bakgatla, Tsheole, llamado Saúl por los primeros colonos.
Se estableció cuando Henri Gonin, un misionero suizo de la Iglesia Reformada holandesa que predicaba a la tribu bakgatla, se mudó a la granja Saulspoort, que era propiedad del último presidente, Paul Kruger; Kruger finalmente vendió la granja a Gonin en 1869. En 1895, el baKgatla compró la mayor parte  de Saulspoort de Gonin.